# Скотт Гоу
Скотт Гоу (англ. Scott Gow, 6 листопада 1990) — канадський біатлоніст, призер чемпіонатів світу. 
Бронзову медаль чемпіонату світу Гоу виборов у складі канадської команди на турнірі 2016 року в Осло в чоловічій естафеті.